# غرور (فیلم ۲۰۱۶)
غرور (به بنگالی: Abhimaan) و احترام به خود (به انگلیسی: self respect) فیلمی هندی محصول سال ۲۰۱۶ و به کارگردانی راج چاکرابورتی است. در این فیلم بازیگرانی همچون جیت، سوبهاشری گونگالی، ساینتیکا بانرجی و سابیاسچی چاکرابارتی ایفای نقش کرده‌اند.
این فیلم بازسازی فیلم کدام مسیر به خانه عمه من می‌رسد؟ است.